# Cosmopterix chalupae
Cosmopterix chalupae là một loài bướm đêm thuộc họ Cosmopterigidae. Nó được tìm thấy ở Argentina (Salta).
Con trưởng thành được sưu tầm vào tháng 11. Cánh trước dài 4 mm. Loài này được đặt tên theo tiến sĩ Adriana Chalup Navarro từ Tucumán, Argentina do hợp tác của bà với Thám hiểm côn trùng Hà Lan đến phía bắc Argentina giai đoạn năm 1995-1996.